# Amiral (France)
Pour les articles homonymes, voir Amiral et Amiral (homonymie).
Amiral est le plus haut rang existant au sein de la Marine nationale française.

## Description
En France, un vice amiral élevé au rang et appellation d'amiral correspond à celui de général d'armée dans l'Armée de terre et la Gendarmerie nationale, et de général d'armée aérienne dans l'Armée de l'air. Son insigne se compose de cinq étoiles et son appellation est « amiral ».
C'est un décret loi du 6 juin 1939 qui officialise les désignations et rangs de « général d'armée », « général de corps d'armée », « amiral », « vice-amiral d'escadre », « général d'armée aérienne » et « général de corps aérien ».
Les autres grades d'officier généraux de la marine française, contre-amiral, vice-amiral et vice-amiral d'escadre bénéficient également de l'appellation « amiral ».
Les amiraux peuvent se voir attribuer différents postes :
- chef d'État-Major des armées ;
- chef d'état-major particulier du président de la République ;
- grand chancelier de la Légion d'honneur ;
- chef d'état-major de la Marine ;
- inspecteur général de la Marine ;
- major général des armées.

Amiral de France n’est pas un grade mais une dignité de l’État, équivalente à celle de Maréchal de France dans l'Armée de terre. Bien que son dernier titulaire soit François Thomas Tréhouart, nommé en 1869, elle reste pleinement valable de nos jours.